# دومينيك راديتش
دومينيك راديتش هو لاعب كرة قدم كرواتي في مركز الهجوم، ولد في 26 يوليو 1996 في هانوفر في ألمانيا. لعب مع نادي سيغما أولوموتس.

## وصلات خارجية
- دومينيك راديتش على موقع الاتحاد الأوربي (الإنجليزية)
- دومينيك راديتش على موقع قاعدة بيانات كرة القدم.إي يو (الإنجليزية)
- دومينيك راديتش على موقع Soccerway.com (الإنجليزية)
- دومينيك راديتش على موقع عالم كرة القدم.نت (الإنجليزية)